# Сайед Али Ахмед Шах
Сайед Али Ахмед Шах (урду سید علی احمد شاہ‎; 1901, Мирпур — 21 мая 1990) — политический деятель Азад-Кашмира, президент Азад-Кашмира с 30 мая 1950 года по 2 декабря 1951 года.

## Биография

### Ранняя жизнь
Сайед Али Ахмед Шах родился в 1901 году в городе Мирпур в семье Сайеда Али Шаха, который был адъютантом и проживал в Сринагаре по работе. Получил раннее образование в Миссионерской школе в Сринагаре, куда он поступил в 1920 году. В студенческие годы он работал в Федерации мусульманских студентов со своим другом Чаудри Мухаммадом Рафиком и другими коллегами. В 1923 году Сайед Али Ахмед Шах пошёл в армию лейтенантом. Там он прошёл отбор, где успешно был избран на службу в Британский корпус связи.
После 20 лет службы Сайед Али Ахмед Шах присоединился к Конференции мусульман всего Джамму и Кашмира. Вскоре он был избран председателем парламентского совета Мусульманской конференции за политические заслуги.

### Президент Азад-Кашмира
Сайед Али Ахмад Шах был президентом Азад Кашмира с 13 мая 1950 года по 4 сентября 1951 года. Во время своего президентства он предпринял революционные шаги по созданию собственной отдельной армии Азад Кашмира, добавив религиозные вопросы в правительственные ведомства. 12 октября 1950 года ему было присвоено звание генерал-капитана.

### Смерть
21 марта 1990 года Сайед Али Ахмед Шах скончался после продолжительной болезни.